# Tobias Smollett
Tobias George Smollett, döpt 19 mars 1721 i Dalquhurn (idag en del av Renton), West Dunbartonshire, Skottland, död 17 september 1771 i Livorno, Italien, var en skotsk romanförfattare och historiker.

## Biografi
Smollett besökte universitetet i Glasgow, där han sattes i lära hos en fältskär och apotekare, och måste 1741, då han förgäves utbjudit sitt sorgespel The regicide (tryckt 1749), under några år ta plats som fältskär på ett västindiskt
krigsskepp.
Återkommen 1746, utgav han satirerna Advice och Reproof, men blev allmänt uppmärksammad först genom dikten Tears of Scotland, i vilken regeringstruppernas grymheter efter slaget vid Culloden gisslas, samt romanerna Roderick, Random (1748; svensk översättning 1824), en skälmroman med Le Sages "Gil Bias" som mönster, och Peregrine Pickle (1751).
I dessa skildrar han sjölivet på ett oöverträffligt och så realistiskt sätt, att flera reformer inom flottan framtvangs därigenom, samt utvecklar en rik humor och livserfarenhet; dock äger hans arbeten inte i samma mån planens enhet och psykologisk skärpa som hans store samtida Fieldings.
Ferdinand, Count Fathom (1753) och Sir Launcelot Greaves (1762) är i det hela underlägsna den sista av hans romaner, The Expedition of Humphry Clinker (1771; svensk översättning 1855), vilken anses som hans mästerverk och i vilken han, i motsats till hans övriga arbeten, låter humorn fritt spela utan tillsats av bitter satir.
Smollett är inte bara av betydelse för skälmromanens utveckling i England, utan har även som skapare av flera komiska och excentriska karaktärer verkat förebildligt på senare tiders författare, inte minst Dickens. Av hans övriga verk kan nämnas History of England (4 band, 1758) och en översättning av "Don Quijote" (1755).
Smollett tog efter någon tids praktik som fältskär 1750 medicinska graden, men återupptog inte sin praktik, utan levde mestadels i London. Smolletts Works utkom i 12 band 1899-1902.